# Vrede, Sydafrika
Vrede är en stad i Fristatsprovinsen i Sydafrika och ett jordbruksnav i området. Folkmängden uppgår till cirka 2 000 invånare. Vrede är sammanvuxen med det betydligt mer tätbefolkade och folkrikare Thembalihle, och dessa orter har tillsammans cirka 18 000 invånare. Här odlas och görs majs, vete, ull, fårkött, nötkött och olika mejeriprodukter. Staden ligger 60 km syd om Standerton och 216 kr sydöst om Johannesburg. Staden grundades runt Krynauwslustgården och namnet kommer från det afrikaanska namnet för fred.

## Demografi
Av stadens invånare var 49,8 % vita, 47,4 % svarta och resterande asiater, färgade m.fl. vid folkräkningen 2011.
De mest talade språken var 2011:
- afrikaans, 51,9 %
- zulu, 20,3 %
- sotho, 19,2 %
- engelska, 3,8 %